# 디오스다도 마카파갈
디오스다도 팡간 마카파갈(필리핀어: Diosdado Pangan Macapagal, 1910년 9월 28일 ~ 1997년 4월 21일)은 필리핀의 정치인이다. 1957년부터 1961년까지 제5대 필리핀의 부통령을, 1961년부터 1965년까지 제9대 필리핀의 대통령을 지냈다. 훗날 필리핀의 제10대 부통령과 제14대 대통령을 지낸 글로리아 마카파갈 아로요의 부친이기도 하다.

## 생애
팜팡가주에서 태어났다. 산토토마스 대학교에서 경제학과 법학을 전공했다. 제2차 세계대전 중 변호사로 일하며 반일 운동을 지원했다. 필리핀이 미국에서 독립한 후 미국으로 건너가 주미 대사관에서 근무했다. 1949년 국회의원 선거에 출마, 당선되었다. 정계 입문 후 주로 외교 분야에서 활동, 국제 연합 총회 대표로 참석하였다. 1957년 자유당 부통령 후보로 출마하여 당선되었으나, 대통령으로는 국민당의 카를로스 가르시아가 당선되어 대통령과의 관계가 원만하지 못했다.
1961년 대선에 자유당 대통령 후보로 출마, 카를로스 가르시아를 꺾고 당선되었다. 대통령으로 재직하며 경제 개발 정책을 추진하고 부패 문제 해결을 위하여 노력했으며, 대외적으로는 반공 정책을 추진하고 동남아시아 조약 기구(SEATO)의 확대를 지지했다. 그러나 국민당과의 관계가 좋지 못하여 정책 추진이 원활하지 못했다. 이런 가운데 1965년 선거에서는 자유당에서 국민당으로 당적을 옮긴 페르디난드 마르코스에게 패하여 대통령 자리에서 물러났으며, 이후 마르코스는 21년간이나 장기 집권하며 독재 체제를 구축하였다.
1972년 마카파갈은 제헌회의 의장이 되어 새로운 헌법을 마련했으나, 마르코스의 장기 집권은 계속되었다. 1979년 새로운 정당인 자유를 위한 국민 연합을 만들었으나, 예전과 같은 영향력을 행사하지 못했으며, 저술 활동 등을 하다가 은퇴했다. 1997년 진폐증으로 사망했다.
그는 푸리타 델라 로사와 결혼했으나, 사별했으며, 에방헬리나 마카레그와 재혼하였다. 마카레그와의 사이에서 난 딸이 글로리아이며, 글로리아는 1998년~2001년 부통령을 거쳐 2001년부터 2010년까지 대통령직을 맡았다.

## 역대 선거 결과
| 선거명      | 직책명        | 대수 | 정당   | 득표율 | 득표수      | 결과 | 당락 |
| ----------- | ------------- | ---- | ------ | ------ | ----------- | ---- | ---- |
| 1957년 선거 | 필리핀 부통령 | 5대  | 자유당 | 46.55% | 2,189,197표 | 1위  |      |
| 1961년 선거 | 필리핀 대통령 | 9대  | 자유당 | 55.05% | 3,554,840표 | 1위  |      |
| 1965년 선거 | 필리핀 대통령 | 10대 | 자유당 | 42.88% | 3,187,752표 | 2위  | 낙선 |

## 같이 보기
- 필리핀의 역사
- 글로리아 마카파갈 아로요